# Saurashtra Railway

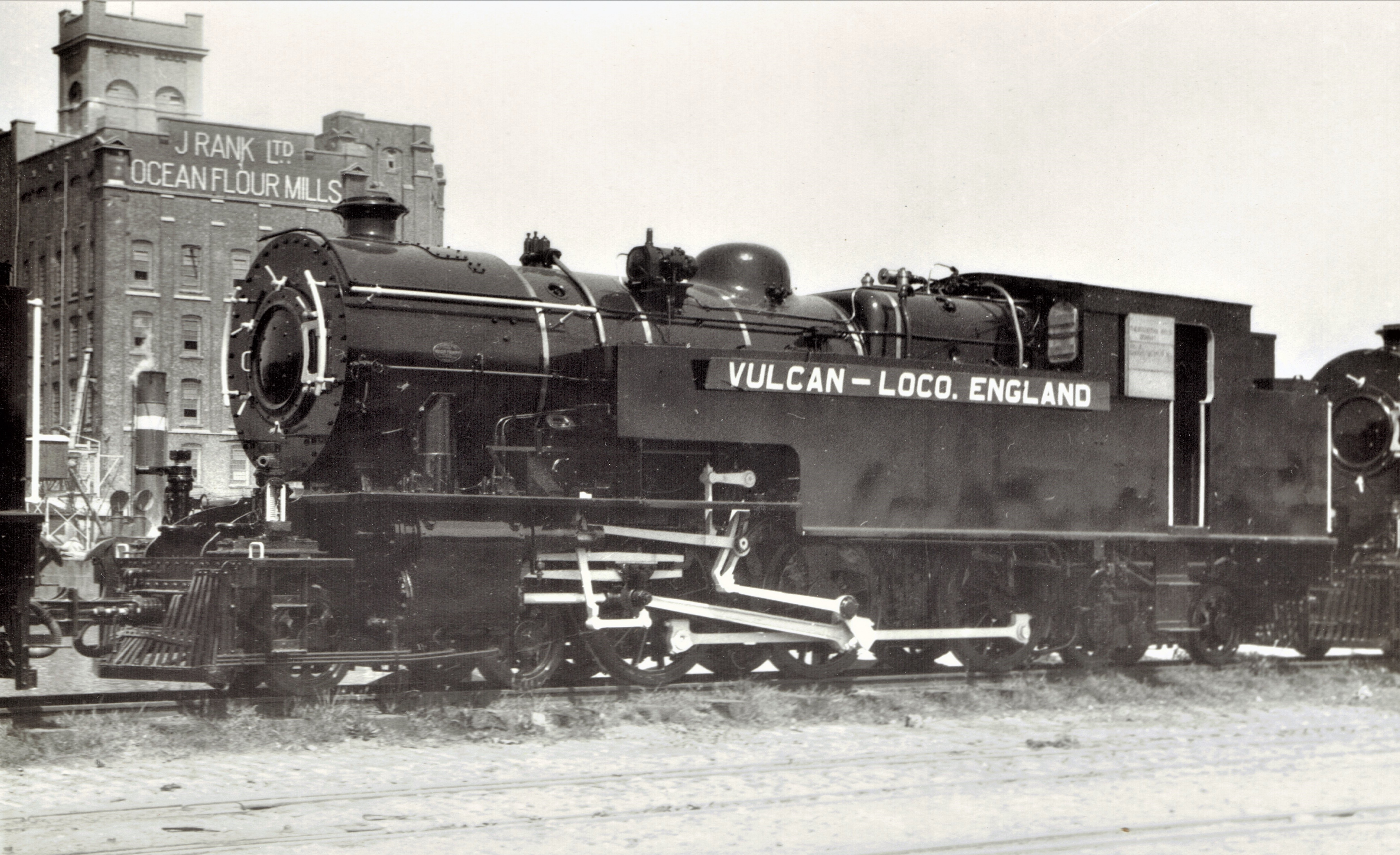
2’C’2-Dampflokomotive der Vulcan Foundry, Werks-Nr. 5667/1949, in den Birkenhead Docks vor dem Export zur Saurashtra Railway in Indien

Die Saurashtra Railway war eine staatliche Eisenbahngesellschaft im Nordwesten Indiens, die von April 1948 bis November 1951 existierte. 
Sie entstand nach der Unabhängigkeit und Teilung Indiens durch den Zusammenschluss mehrerer bisher unabhängiger Eisenbahngesellschaften. Alle diese Bahnen lagen in Saurashtra, einer 1947 neu gegründeten Union von Fürstenstaaten im heutigen indischen Bundesstaat Gujarat.
| Eisenbahngesellschaft         | Streckenlänge in km | Spurweite           |
| ----------------------------- | ------------------- | ------------------- |
| Baria State Railway           | 15                  | Schmalspur (762 mm) |
| Bhavnagar State Railway1)     | 494                 | Meterspur           |
| Dhrangadhra Railway1)         | 64                  | Meterspur           |
| Gondal State Railway1)        | 191                 | Meterspur           |
| Jamnagar and Dwarka Railway1) | 325                 | Meterspur           |
| Junagadh State Railway1)      | 386                 | Meterspur           |
| Morvi Railway                 | 212                 | Meterspur           |
| Okhamandal State Railway      | 60                  | Meterspur           |
| Porbandar State Railway1)     | 78                  | Meterspur           |
| Rajpipla State Railway        | 94                  | Schmalspur (762 mm) |

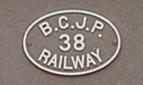
Lokschild der BGJPR

Die mit 1) gekennzeichneten Gesellschaften arbeiteten bereits ab 1888 in der Bhavnagar-Gondal-Junagadh-Porbandar Railway (BGJPR) zusammen bzw. schlossen sich ihr später an. 
Ende 1910 war die BGJPR im Besitz von 1066 Güterwagen.
Die Betriebs- und Verwaltungsgemeinschaft wurde 1911 aufgelöst und jeder Fürstenstaat betrieb bis 1948 seine eigene unabhängige Eisenbahngesellschaft.
Neu gebaut wurde 1948 eine Eisenbahnverbindung zwischen Joravarnagar und Sayla in 762 mm Schmalspur.
Am 5. November 1951 wurde die Saurashtra Railway schließlich in das Netz der Indian Railways integriert. Sie ging zusammen mit der Bombay, Baroda and Central India Railway, der Rajputana Railway, der Jaipur State Railway und der Cutch State Railway in der neuen regionalen Western Railway auf.

## Wappen der größeren Vorgängergesellschaften

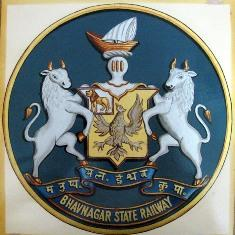
Bhavnagar State Railway
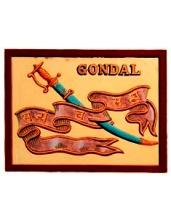
Gondal State Railway
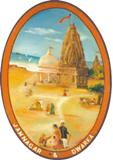
Jamnagar & Dwarka Railway
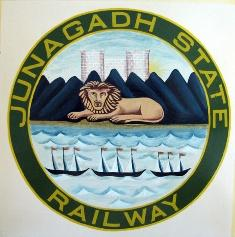
Junagadh State Railway
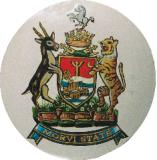
Morvi Railway

→ Siehe auch: Wappen der Eisenbahngesellschaften in Britisch-Indien